# Traité Burney
Pour les articles homonymes, voir Burney.

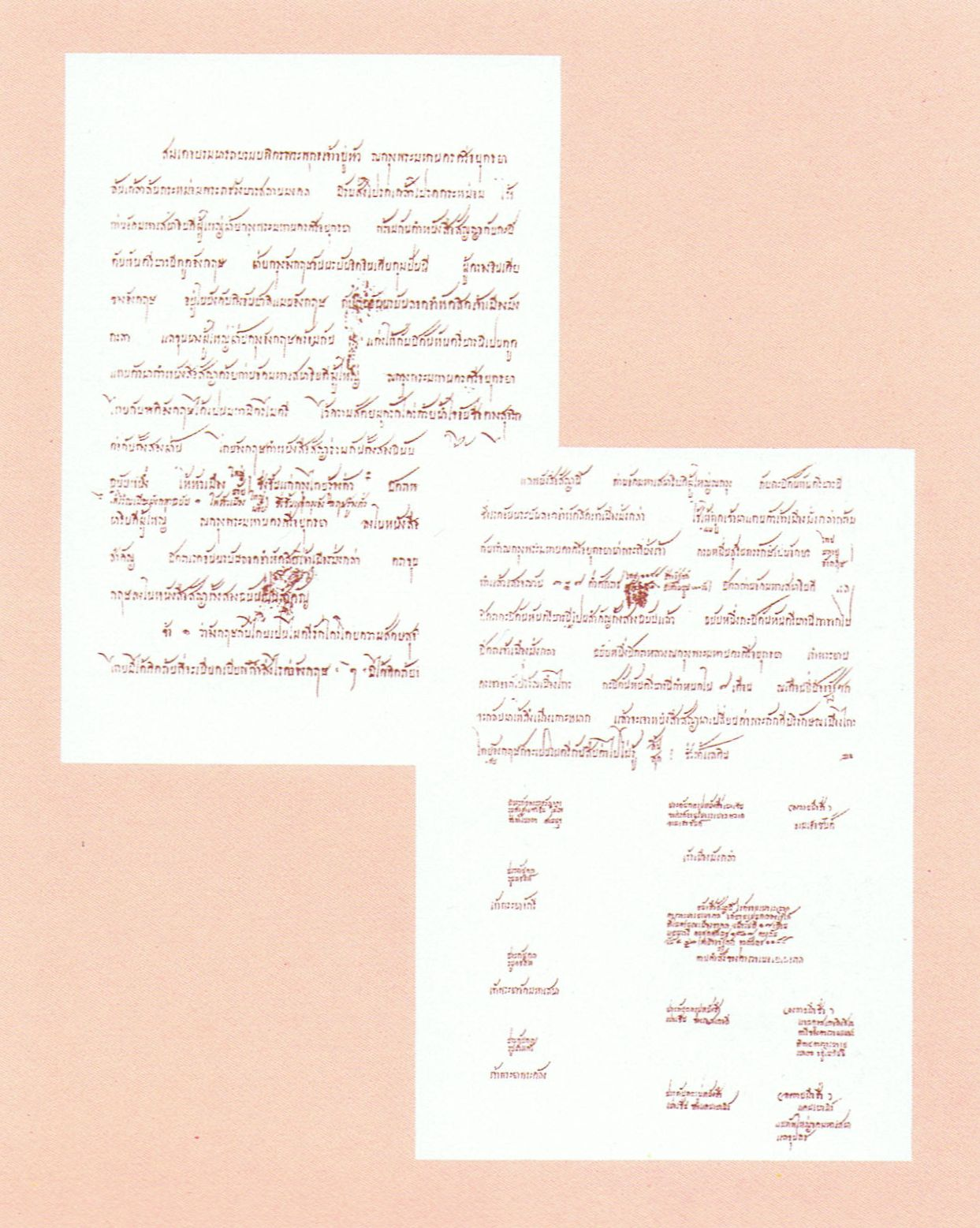
Copie en thaï du traité Burney.

Le traité Burney fut signé entre le Royaume-Uni et le royaume de Siam en 1826. Il porte le nom du négociateur britannique, le capitaine de vaisseau H. Burney, résident britannique à la cour birmane d'Ava et ambassadeur auprès de la cour du Siam.
Le traité reconnaissait la souveraineté siamoise sur les cinq États malais septentrionaux de Kedah, Kelantan, Perlis, Terengganu et Patani et la souveraineté britannique sur l'île de Penang. Le traité garantissait par ailleurs la liberté du commerce britannique au Kelantan et Terengganu contre toute ingérence siamoise. Les États malais concernés n'étaient pas représentés dans cet accord.
En 1909, le Royaume-Uni et le Siam signeront à Bangkok un nouveau traité, qui remplacera celui-ci, le traité anglo-siamois de 1909, et transfèrera la souveraineté sur quatre des États malais du Siam au Royaume-Uni et, de ce fait, confirmera la possession de Patani par Siam 